# Georges Toqué
Georges Toqué, né le 3 février 1879 à Lorient et mort fusillé à Vincennes le 15 mai 1920, est un administrateur colonial français condamné dans l'affaire de Fort Crampel. Considéré comme compromis avec les Allemands pendant la Première Guerre mondiale, il est condamné à mort par le Conseil de guerre de Paris le 25 juillet 1919.

## L'affaire de Fort Crampel de 1903
Après des études à l’École coloniale, Georges Toqué commença sa carrière comme secrétaire particulier du gouverneur du Dahomey. En septembre 1901, il fut affecté au Haut-Chari, pour prendre le commandement du poste de Fort-Crampel, en tant qu’administrateur colonial de 3e classe.
Le 14 juillet 1903, à Fort Crampel, en Oubangui-Chari, Georges Toqué, et un commis des affaires indigènes, Fernand Gaud, décident de faire exécuter Pakpa, ancien guide, en lui attachant un bâton de dynamite autour du cou. Au procès, les accusés rappellent qu’ils ont déclaré avant cette action épouvantable : « Ça a l’air idiot ; mais ça médusera les indigènes. Si après ça ils ne se tiennent pas tranquilles ! ». Gaud dira à son procès qu’il voulait faire constater autour de lui l’étrangeté de cette mort : « Ni trace de coup de fusil, ni trace de coup de sagaie : c’est par une sorte de miracle qu’est mort celui qui n’avait pas voulu faire amitié avec les Blancs ». » (propos rapportés par Félicien Challaye, qui accompagna Brazza dans sa mission d’inspection). 
Ils sont condamnés à des peines légères (à cinq ans de réclusion), mais le scandale est tel qu’il conduit au lancement d’une enquête administrative, le rapport Brazza dont est chargé Savorgnan de Brazza, et qui sera à l’origine de son dernier voyage au Congo.
Georges Toqué fut libéré de la maison centrale de Melun le 12 mai 1907, à la suite d'une remise de peine réduisant son incarcération à deux ans, qui s’appliqua de même à Fernand Gaud.

## Le livre de mémoires de Georges Toqué:Les Massacres du Congo
Georges Toqué était administrateur des colonies. En 1903, il assurait son commandement en Oubangui Chari, qui était alors rattachée à la colonie du Congo français. En avril 1900, les trois missions Saharienne, Afrique Centrale et Congo font leur jonction au bord du Chari. Le 22 avril, la victoire de Kousseri marque le début de l’implantation française au Tchad sous l’autorité d’Émile Gentil, Commissaire du Gouvernement.
Les journaux sont remplis des faits d’armes des glorieux conquérants, tout cela attire en Afrique équatoriale de nombreux militaires ou civils. Émile Gentil propose au jeune administrateur Georges Toqué, âgé de 22 ans de se joindre à lui. Après la période glorieuse, vient la période de l’administration et du ravitaillement des troupes de l’avant, dont les effectifs et besoins ne cessent d’augmenter.
Administrateur d’un poste situé sur la route du portage, avec des adjoints dont il essaie de couvrir les fautes et les exactions, Georges Toqué se trouve emporté dans un tourbillon politico-journalistique. En fin de parcours, ses actes, sa personne et même le Congo n’auront plus grande importance. Quand il sort de prison, son livre, publié en 1907, n’intéresse plus grand monde car les évènements du Congo sont depuis longtemps sortis de l’actualité.

## Publications
- Georges Toqué,  Essai sur le peuple et la langue banda (région du Tchad), J. André, 1904
- Georges Toqué, Les massacres du Congo : la terre qui ment, la terre qui tue, Paris, L'Harmattan, coll. « Racines du présent », 1996, 203 p. (ISBN 978-2-7384-4399-1)